# Колін Шилдс
Колін Шилдс (англ. Colin Shields; 27 січня 1980, м. Глазго, Шотландія) — британський хокеїст, центральний нападник. Виступає за «Шеффілд Стілерс» у Британській елітній хокейній лізі.
Виступав за «Пейслі Пайретс», «Клівленд Беронс», Університет Мена (NCAA), «Сан-Дієго Галлс», «Атлантік-Сіті Бордвок Булліз», «Грінвіль Гррраул», «Белфаст Джаєнтс», «Фресно Фелконс» (ECHL), «Айдахо Стілгедс» (ECHL), «Ньюкасл Вайперс».
У складі національної збірної Великої Британії учасник чемпіонатів світу 2001 (дивізіон I), 2002 (дивізіон I), 2003 (дивізіон I), 2004 (дивізіон I), 2005 (дивізіон I), 2009 (дивізіон I), 2010 (дивізіон I) і 2011 (дивізіон I). У складі молодіжної збірної Великої Британії учасник чемпіонатів світу 1997 (група C) і 2000 (група C).
Двоюрідний брат: Стівен Мерфі.
Досягнення
- Чемпіон БЕХЛ (2006).